# Xantipa
|  | No s'ha de confondre amb Xantipe, personatge mitològic. |

Xantipa (en grec antic: Ξανθίππη, Xanthíppē, que significa 'cavall ros') va ser l'esposa de Sòcrates i la mare dels seus tres fills (Làmprocles, Sofronisc i Menexen. Xantipa era probablement molt més jove que Sòcrates, potser uns quaranta anys menys.

## Ascendència
El seu nom és un dels nombrosos noms personals grecs relacionats amb els cavalls (cf. Filip 'amic dels cavalls', Hipòcrates 'domador de cavalls', etc.). Els noms prefixats amb hippo- suggereixen herència aristocràtica. Xantip d'Atenes, per exemple, era el pare de Pèricles. D'altra banda, els hippeis (literalment 'cavallers' o 'genets') eren una de les classes socioeconòmiques més altes d'Atenes.
Un motiu addicional per pensar que la família de Xantipa era socialment prominent era que el fill major es deia Làmprocles, en comptes de Sofronisc (el nom del segon), com el pare de Sòcrates: el costum grec era anomenar el primer fill amb el nom del més il·lustre dels dos avis. Cal suposar que el pare de Xantipa es deia Làmprocles. Si tenia més categoria en l'aristocràcia atenesa que el pare de Sòcrates, és raonable pensar que hauria estat preferent triar el seu nom pel fill primogènit.

## Caràcter

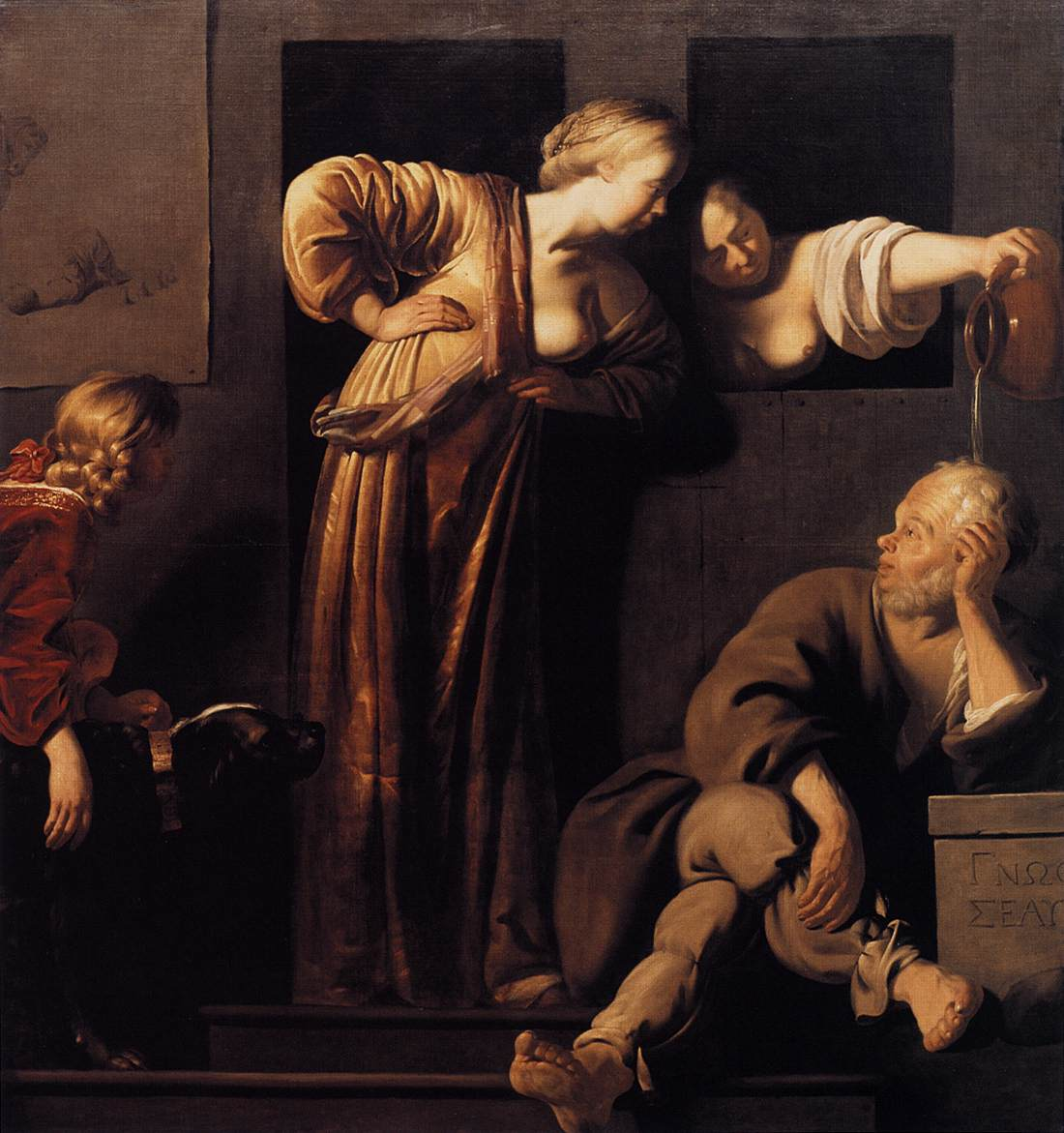
Episodi Chamberpot: Sòcrates, Les seves esposes i Alcibíades, per Reyer van Blommendael (1655)

La representació de Xantipa en el Fedó de Plató suggereix que era una esposa i una mare consagrada. Plató no l'esmenta enlloc més. Xenofont, en la seva obra Memorabilia, la retrata amb la mateixa manera, tot i que fa que Làmprocles remugui de la seva duresa. Es podria discutir que aquest argument és bastant típic de les opinions d'un adolescent sobre un pare estricte, però en el Simposi de Xenofont, Sòcrates coincideix que -en paraules d'Antístenes- ella és «la més difícil de conviure de totes les dones que hi ha». No obstant això, Sòcrates afegeix que la va triar precisament pel seu esperit argumentatiu:
És l'exemple del genet que vol convertir-se en cavaller expert: «Cap dels vostres animals dòcils per a mi», diu; «El cavall que sigui per mi ha de mostrar el seu caràcter» en la creença, sens dubte, si ell pot gestionar aquest animal, serà fàcil de tractar amb tots els altres cavalls al seu costat. I això és només el meu cas. Vull tractar amb els éssers humans, associar-los amb l'home en general; d'aquí la meva elecció d'esposa. Ho sé bé, si puc tolerar el seu esperit, puc fàcilment tractar a qualsevol altre ésser humà. 

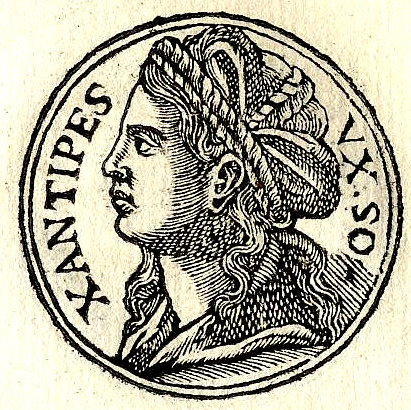
Promptuarii Iconum Insigniorum per Guillaume Rouillé (1518-1589)

Potser aquest retrat de Xantipa es va originar amb l'històric Antístenes, un dels alumnes de Sòcrates, car Xenofont, inicialment, posa aquesta visió a la seva boca. Elià també la representa com una dona gelosa en la seva descripció d'un episodi en el qual trepitja un pastís gran i bonic enviat per Alicíbiades a Sòcrates. Diògenes Laerci explica altres històries sobre el suposat tracte abusiu de Xantipa, però no cita cap font.
Sembla que el retrat de Xenofont en el seu Simposi ha estat el més influent: per exemple, Diògenes Laerci sembla citar el passatge del simposi, encara que no esmenta el nom de Xenofont, i el terme «Xantipa» va passar a significar qualsevol dona indignada i malhumorada, especialment una esposa astuta.
Els escriptors posteriors, com Diògenes Laerci, que citen Aristòtil com la primera font, diuen que Sòcrates va tenir una segona esposa anomenada Mirto. Plutarc d'Atenes explica una història similar, informant que prové d'un treball titulat En el bon naixement, però expressa dubtes sobre si va ser escrit per Aristòtil. A la versió de la història de Plutarc, Sòcrates, que ja estava casat, va assabentar-se de les preocupacions financeres de Mirto quan va quedar vídua, sense que això impliqués el matrimoni. No hi ha més evidències fiables sobre aquest tema.
Una anècdota no confirmada pretén que Xantipa estava tan enfadada amb el seu marit que prengué una cassola i l'abocà sobre el cap de Sòcrates, que, segons la llegenda, el filòsof va acceptar amb l'al·legoria: «Després de la tempesta, arriba la pluja».

## Referències literàries

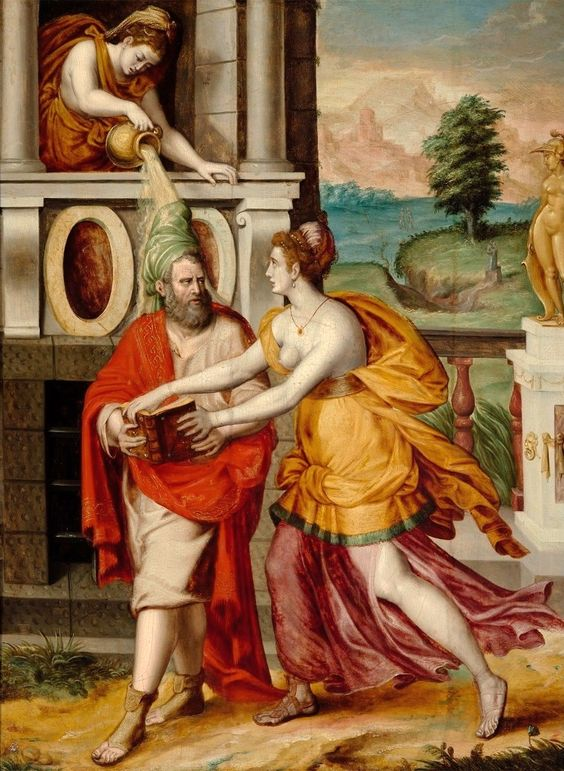
Socrates i Xantipa Luca Penni (1500–1556)

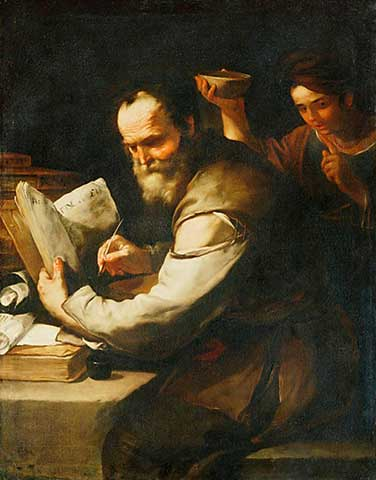
"Xantipa vesa aigua sobre Socrates." Luca Giordano (1634–1705)

## En la cultura popular

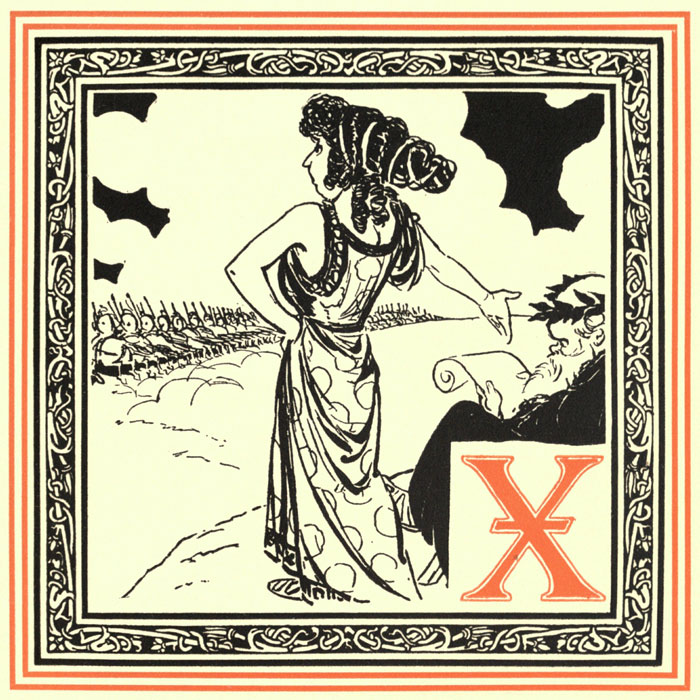
Oliver Herford, An alphabet of celebrities - X (1899)